# Municipio de Osloe
El municipio de Osloe (en inglés: Osloe Township) es un municipio ubicado en el condado de Mountrail en el estado estadounidense de Dakota del Norte. En el año 2010 tenía una población de 41 habitantes y una densidad poblacional de 0,44 personas por km².

## Geografía
El municipio de Osloe se encuentra ubicado en las coordenadas 48°8′47″N 101°58′35″O / 48.14639, -101.97639. Según la Oficina del Censo de los Estados Unidos, el municipio tiene una superficie total de 93.19 km², de la cual 90,85 km² corresponden a tierra firme y (2,51 %) 2,34 km² es agua.

## Demografía
Según el censo de 2010, había 41 personas residiendo en el municipio de Osloe. La densidad de población era de 0,44 hab./km². De los 41 habitantes, el municipio de Osloe estaba compuesto por el 95,12 % blancos y el 4,88 % eran de una mezcla de razas. Del total de la población el 0 % eran hispanos o latinos de cualquier raza.